# Francesc Grau
|  | Per a altres significats, vegeu «Francesc Grau i Güell». |

Francesc Grau (Manresa, Principat de Catalunya, 1638 - 1693) fou un escultor del barroc català. Considerat un dels escultors més prestigiosos del segle xvii a Catalunya.

## Vida

### Orígens
Nasqué el 1638 a Manresa, fill del també escultor Joan Grau es formà col·laborant amb el seu pare des del 1659 al 1670 aprenent seu, a l'obrador familiar, a Plana d'Om (actualment Obra cultural de la caixa d'estalvis de Manresa).

Feu diversos projectes escultòrics a Poblet amb el seu pare per als ducs de Cardona i al Taller on va desenvolupar la seva tècnica.
On es pot distingir per primera vegada la mà de Francesc de la del seu pare és en l'escut de la casa del consell de Manresa (actualment seu dels jutjats).

### Treball per als ducs de Cardona
Aquests treballs que duu a terme amb el seu pare i el seu germà Josep duren uns 12 anys, encara no es pot distingir l'estil de Francesc. És una de les seves èpoques d'aprenentatge, però en el futur l'ajuda en la seva vida professional, ja que treballar per als ducs li obrí moltes portes i li dona molt prestigi tant a ell com al seu pare, accedeix per exemple a guanyar el concurs del retaule major d'Esparreguera i a properes intervencions amb Fra Josep de la Concepció.
Les obres que foren concebudes en aquest període foren: Sepulcre al vescomte camacurt i els nous sepulcres per a avantpassats del duc.

### Treball dirigit per Fra Josep de la Concepció
Juntament amb el seu pare i Domenec Rovira feren el retaule major d'Esparreguera (1670) sota la supervisió de Fra Josep de la Concepció, amb aquest projecte accediren al concurs de projectes convocats per la vila sota la supervisió del mateix Frare. Aquesta etapa porta a Francesc juntament amb Domènec a esculpir un nou sepulcre per a Sant Oleguer a la Catedral de Barcelona (1678). De nou a través de Fra Josep, el prior capitular de la metropolitana de Tarragona Diego Girón de Rebolledo, que demana als escultors que li esculpeixin les parts de la capella que estava construint a la catedral de Tarragona, també manà construir dos sepulcres un per als seus germans i un altre per a ell mateix. També gràcies a Fra Josep, feren la remodelació escultòrica de la casa de la vila de Vic.

### Treball al camp de Tarragona
Després d'haver servit al prior capitular de la catedral Diego Girón de Rebolledo es llaurà juntament amb Domènec Rovira una bona fama a la zona,
i des de llavors començà projectes en els pobles del costat. Obrí un nou taller a Alcover, per poder atendre els projectes nous que havien sorgit en aquelles contrades. En aquests projectes amb l'ajuda de Rovira, agafaren les comandes d'alguns conjunts retaulístics de gran interès com el retaule
major de la nova parròquia d'Alcover dedicat a l'Assumpta i Santa Ursula (No el pogué acabar Francesc i el seguí el seu gendre Salvador Perarnau amb Joan Grau (II)).

### Acabament de les obres de Joan Grau (I)
Quan va morir el seu pare el 1685, ell es va encarregar de les obres inacabades, majoritàriament retaules, en una zona pròxima a Manresa, les obres que acabà foren: el Retaule major de l'església parroquial de Sant Vicenç de Fals(1682 -1690); El retaule de la capella de les Onze mil Verges a la seu de Manresa (1683); El retaule Major de Sant Fruitós del Bages (1684); Retaule de la parròquia de Súria (1679); Sant Francesc per a la parròquia D'Ivorra (1685).

## Nissaga dels Grau
Miquel Grau, pagès de professió, es va casar amb una dona que es deia Caterina; d'aquesta unió va néixer Joan Grau. Aquest es va unir en matrimoni amb Àngela Torres (+1662), filla del notari Lluis Torres. L'escultor de Constantí i l'Àngela van tenir quatre fills: Francesc Grau (1638-1693), Anna Maria, Teresa i Josep Grau (+1662). Les filles les varen casar amb banquers: Anna Maria ho va fer amb en Lluís Buiges i la Teresa amb en Pere Fontanelles. Aquests últims van tenir una filla que s'uní en matrimoni amb Josep Sunyer i Raurell, escultor insigne del segle xviii. L'any 1662 Francesc Grau es va casar amb Teresa Fustangueres de Guissona (+1693), van tenir dos fills: Joan Grau (II) (escultor també) i la Maria, que va casar-se amb l'escultor Salvador Perarnau.

## Activitat escultòrica
- Sepulcre del vescomte Camacurt o vescomte Joan Ramon Folch de Cardona amb Joan Grau (I) i Josep grau (1667)
- Escut de la casa del consell de Manresa, amb el seu pare (1671)
- La Cova Santa de Manresa juntament amb el seu pare (1666-1671)
- Reformes escultòriques a la casa de la vila de Vic (1671)
- Retaule major d'Esparreguera amb Domènec Rovira (1671-1679)
- Urna sepulcral de Sant Oleguer a la Catedral de Barcelona amb Domènec Rovira
- El retaule del Santíssim Sagrament a la catedral de Manresa
- Amb Domènec Rovira el Jove intervé al retaule de l'església parroquial d'Alcover (1679)
- El retaule de la Puríssima Concepció de la Catedral de Tarragona
- sepulcres per Diego Girón de Rebolledo i els seus germans
- Figura de la Purissima Concepcio a la capella de la Puríssima Concepció de la Catedral de Tarragona